# Charlie Brooker
Charlton Brooker (Reading; 3 de marzo de 1971) más conocido como Charlie Brooker es un satírico, locutor y escritor inglés. Es el creador de la serie antológica Black Mirror.
Además de escribir para programas como Black Mirror, Brass Eye, The 11 O'Clock Show y Nathan Barley, Brooker ha presentado una serie de programas de televisión, incluyendo Screenwipe, Gameswipe, Newswipe, Weekly Wipe y 10 O'Clock Live. También escribió un drama de horror en cinco partes, Dead Set. Ha escrito críticas para The Guardian y es uno de los cuatro directores creativos de la productora Zeppotron.

## Inicios
Brooker nació en Reading, Berkshire, y creció en el pueblo de Brightwell-cum-Sotwell, Oxfordshire. Fue criado en una casa cuáquera. Primero trabajó como escritor y dibujante para Oink!, un cómic producido a fines de la década de 1980. Después de asistir a la escuela Wallingford, asistió al Polytechnic of Central London (que se convirtió en la Universidad de Westminster durante su tiempo allí), estudiando para obtener un BA en Ciencias de la información. Afirma que no se graduó porque su disertación se escribió sobre videojuegos, lo cual no era un tema aceptable.
Brooker enumeró sus influencias de comedia formadora como Monty Python, The Young Ones y Blackadder, y últimamente las obras de Chris Morris y en menor medida Vic Reeves.

## Carrera

### Internet
Entre 1999 y 2003 escribió el sitio web satírico TVGoHome, una serie regular de simulacros televisivos publicados en un formato similar al del Radio Times, que consiste en una combinación de sátira salvaje y humor surrealista y aparecía en un boletín informativo llamado Need To Know. Una adaptación impresa del sitio fue publicada por Fourth Estate en 2001. Un programa de dibujo de TV basado en el sitio fue transmitido en la estación digital británica E4 el mismo año.
En mayo de 2012, Brooker fue entrevistado para la serie de pódcast Leicester Square Theatre de Richard Herring.

### Televisión
De 1999 a 2000, Brooker interpretó al experto encapuchado «the Pundit» en el breve show Games Republic, presentado por Trevor y Simón en BSkyB.
En 2000, Brooker fue uno de los escritores del programa de Channel 4, The 11 O'Clock Show y coanfitrión (con Gia Milinovich) en The Kit de BBC Knowledge, un programa de bajo presupuesto dedicado a gadgets y tecnología (1999-2000). En 2001, fue uno de varios escritores en el especial Brass Eye de Channel 4 sobre el tema de la pedofilia.
En 2003, Brooker escribió un episodio titulado «How to Watch Television» para The Art Show de Channel 4. El episodio fue presentado al estilo de una película de información pública y fue en parte animado.
Junto con Brass Eye de Chris Morris, Brooker coescribió la comedia de situación Nathan Barley, basada en un personaje de uno de los programas ficticios de TVGoHome. El espectáculo se transmitió en 2005 y se centró en las vidas de un grupo de medios de comunicación londinenses «trendies».
[actualizar]

## Vida personal
Brooker se comprometió con la expresentadora de Blue Peter Konnie Huq después de salir durante nueve meses, habiéndose conocido durante el rodaje de un episodio de Screenwipe. Se casaron el 26 de julio de 2010 en Little White Wedding Chapel en Las Vegas, Nevada. Tienen dos hijos: Covey (nacido en marzo de 2012) y Huxley (nacido en febrero de 2014).
Brooker es ateo y contribuyó a la Guía atea de la Navidad, pero debido a su origen familiar, también se ha descrito a sí mismo como un cuáquero.

## Filmografía
| Título                           | Año       | Acreditado como | Acreditado como | Acreditado como | Acreditado como | Notas                              |
| Título                           | Año       | Escritor        | Productor       | Aparición       | Papel           | Notas                              |
| -------------------------------- | --------- | --------------- | --------------- | --------------- | --------------- | ---------------------------------- |
| The 11 O'Clock Show              | 1999–2000 | Sí              |                 |                 |                 | 4 episodios                        |
| Brass Eye                        | 2001      | Sí              |                 | Sí              |                 | Episodio: «Paedogeddon»            |
| TVGoHome                         | 2001      | Sí              |                 | Sí              | Tony Rogers     |                                    |
| Spoons                           | 2005      | Sí              |                 |                 |                 | Cocreador                          |
| Nathan Barley                    | 2006      | Sí              |                 |                 |                 | Cocreador                          |
| Charlie Brooker's Screenwipe     | 2006–2008 | Sí              | Sí              | Sí              | Presentador     | Creador                            |
| Rush Hour                        | 2007      | Sí              |                 |                 |                 | Creador                            |
| Dead Set                         | 2008      | Sí              | Sí              | Sí              | Zombi           | Miniserie de 5 partes              |
| Charlie Brooker's Gameswipe      | 2008      | Sí              |                 | Sí              | Presentador     | Especial                           |
| You Have Been Watching           | 2009–2010 |                 |                 | Sí              | Presentador     | Creador                            |
| Newswipe with Charlie Brooker    | 2009–2010 | Sí              |                 | Sí              | Presentador     | Creador                            |
| Charlie Brooker's 2010 Wipe      | 2010      | Sí              |                 | Sí              | Presentador     | Especial                           |
| How TV Ruined Your Life          | 2010      | Sí              |                 | Sí              | Presentador     | Creador                            |
| Charlie Brooker's 2011 Wipe      | 2011      | Sí              |                 | Sí              | Presentador     | Especial                           |
| 10 O'Clock Live                  | 2011–2013 | Sí              |                 | Sí              | Presentador     |                                    |
| Black Mirror                     | 2011–2025 | Sí              | Sí              |                 |                 | Creador (7 temporadas)             |
| Them from That Thing             | 2012      | Sí              |                 |                 |                 | 2 episodios                        |
| Charlie Brooker's 2012 Wipe      | 2012      | Sí              |                 | Sí              | Presentador     | Especial                           |
| A Touch of Cloth                 | 2012–2014 | Sí              | Sí              | Sí              | Él mismo        | Cocreador                          |
| How Videogames Changed the World | 2013      | Sí              | Sí              | Sí              | Presentador     | Especial                           |
| Charlie Brooker's 2013 Wipe      | 2013      | Sí              |                 | Sí              | Presentador     | Especial                           |
| Charlie Brooker's Weekly Wipe    | 2013–2015 | Sí              |                 | Sí              | Presentador     | Creador                            |
| Charlie Brooker's 2014 Wipe      | 2014      | Sí              |                 | Sí              | Presentador     | Especial                           |
| Charlie Brooker's Election Wipe  | 2015      | Sí              |                 | Sí              | Presentador     | Especial                           |
| Charlie Brooker's 2015 Wipe      | 2015      | Sí              |                 | Sí              | Presentador     | Especial                           |
| Cunk on Shakespeare              | 2016      | Sí              |                 |                 |                 | Especial                           |
| Charlie Brooker's 2016 Wipe      | 2016      | Sí              |                 | Sí              | Presentador     | Especial                           |
| Cunk on Christmas                | 2016      | Sí              |                 |                 |                 | Especial                           |
| Mr Biffo's Found Footage         | 2017      |                 | Sí              |                 |                 | Serie web                          |
| Cunk on Britain                  | 2017      | Sí              |                 |                 |                 | Miniserie de 5 partes              |
| The Simpsons                     | 2019      |                 |                 | Sí              | Voz             | Episodio: "Thanksgiving of Horror" |
| Charlie Brooker's Antiviral Wipe | 2020      | Sí              | Sí              | Sí              | Presentador     | Especial                           |
| Death to 2020                    | 2020      | Sí              |                 |                 |                 | Creador                            |
| Attack of the Hollywood Cliches! | 2021      |                 | Sí              |                 |                 | Especial                           |
| Cat Burglar                      | 2022      |                 | Sí              |                 |                 | Creador                            |
| Cunk on Earth                    | 2022      | Sí              |                 |                 |                 | Miniserie de 5 partes              |